# Winmau World Masters
El 'Winmau World Masters Championship' es una de las competiciones más antiguas de dardos a nivel profesional, comenzó en 1974 antes que el Campeonato Mundial Profesional (World Professional Darts Championship) que se inició en 1978 hasta el 1993, fecha en la que se produjo una división de jugadores por diferencias en el sistema juego y desde entonces cada organización la British Darts Organisation (BDO) y la Professional Darts Corporation (PDC) han organizado sus respectivos campeonatos, conocidos por sus esponsors, Lakeside y Ladbrokes respectivamente.
El torneo ha sido patrocinado por el fabricante dianas de dardos, Winmau desde el 1976 y han ampliado su contrato para patrocinar el evento hasta el año 2010.
Se celebra en el tramo final de la BDO Grand Slam y es televisado como los otros grandes Majors.

## Sedes
1974-1976 West Centre Hotel, Fulham

1977-1981 Wembley Conference Centre (las finales se jugaron en el Horticultural Hall, Victoria, London in 1978 por problemas en el fluido eléctrico en Wembley)

1982-1989 Rainbow Suite, Kensington

1990-1991 Ramada Inn. Lillie Road, West London 

1992-1995 Earls Court, Londres

1996-1997 Paragon Hotel, Lillie Road, London

1998-2001 Lakeside Country Club, Frimley Green Surrey

2002-2005 Bridlington Spa Royal Hall

2006-now Leisure World, Bridlington

## El palmarés de la competición

### Resultados finales en categoría Masculina
| Año  | Campeón                                    | Marcador | Finalista                                  | Sede                                 |
| ---- | ------------------------------------------ | -------- | ------------------------------------------ | ------------------------------------ |
| 1974 | Inglaterra Cliff Inglis                    |          | Escocia Harry Heenan                       | West Centre Hotel, Fulham            |
| 1975 | Gales Alan Evans                           |          | Gales David Jones                          | West Centre Hotel, Fulham            |
| 1976 | Inglaterra John Lowe                       |          | Gales Phil Obbard                          | West Centre Hotel, Fulham            |
| 1977 | Inglaterra Eric Bristow                    |          | Inglaterra Paul Reynolds                   | Wembley Conference Centre            |
| 1978 | Inglaterra Ronnie Davies                   |          | Inglaterra Tony Brown                      | Horticultural Hall, Victoria, London |
| 1979 | Inglaterra Eric Bristow                    |          | Canadá Allan Hogg                          | Wembley Conference Centre            |
| 1980 | Inglaterra John Lowe                       |          | Escocia Rab Smith                          | Wembley Conference Centre            |
| 1981 | Inglaterra Eric Bristow                    |          | Inglaterra John Lowe                       | Wembley Conference Centre            |
| 1982 | Inglaterra Dave Whitcombe                  |          | Escocia Jocky Wilson                       | Rainbow Suite, Kensington            |
| 1983 | Inglaterra Eric Bristow                    |          | Inglaterra Mike Gregory                    | Rainbow Suite, Kensington            |
| 1984 | Inglaterra Eric Bristow                    |          | Inglaterra Keith Deller                    | Rainbow Suite, Kensington            |
| 1985 | Inglaterra Dave Whitcombe                  |          | Irlanda del Norte Ray Farrell              | Rainbow Suite, Kensington            |
| 1986 | Inglaterra Bob Anderson                    |          | Canadá Bob Sinnaeve                        | Rainbow Suite, Kensington            |
| 1987 | Inglaterra Bob Anderson                    |          | Inglaterra John Lowe                       | Rainbow Suite, Kensington            |
| 1988 | Inglaterra Bob Anderson                    |          | Inglaterra John Lowe                       | Rainbow Suite, Kensington            |
| 1989 | Inglaterra Peter Evison                    |          | Inglaterra Eric Bristow                    | Rainbow Suite, Kensington            |
| 1990 | Inglaterra Phil Taylor                     |          | Escocia Jocky Wilson                       | Ramada Inn, West London              |
| 1991 | Inglaterra Rod Harrington                  |          | Inglaterra Phil Taylor                     | Ramada Inn, West London              |
| 1992 | Inglaterra Dennis Priestley                |          | Inglaterra Mike Gregory                    | Earls Court, Londres                 |
| 1993 | Inglaterra Steve Beaton                    |          | Escocia Les GALlace                        | Earls Court, Londres                 |
| 1994 | Gales Richie Burnett                       |          | Inglaterra Steve Beaton                    | Earls Court, Londres                 |
| 1995 | Bélgica Erik Clarys                        |          | Gales Richie Burnett                       | Earls Court, Londres                 |
| 1996 | Inglaterra Colin Monk                      |          | Gales Richie Burnett                       | Paragon Hotel, London                |
| 1997 | Australia Graham Hunt (88.89)              | 3-2      | Inglaterra Ronnie Baxter (91.26)           | Paragon Hotel, London                |
| 1998 | Escocia Les GALlace                        | 3-2      | Inglaterra Alan Warriner                   | Lakeside Country Club, Frimley Green |
| 1999 | Inglaterra Andy Fordham (88.20)            | 3-1      | Inglaterra Wayne Jones (81.87)             | Lakeside Country Club, Frimley Green |
| 2000 | Inglaterra John GALton (90.75)             | 3-2      | Inglaterra Mervyn King (86.82)             | Lakeside Country Club, Frimley Green |
| 2001 | Países Bajos Raymond van Barneveld (95.64) | 4-2      | Finlandia Jarkko Komula (95.16)            | Lakeside Country Club, Frimley Green |
| 2002 | Inglaterra Mark Dudbridge (88.65)          | 7-4      | Inglaterra Tony West (86.76)               | Bridlington Spa Royal Hall           |
| 2003 | Inglaterra Tony West (96.60)               | 7-6      | Países Bajos Raymond van Barneveld (96.84) | Bridlington Spa Royal Hall           |
| 2004 | Inglaterra Mervyn King (97.86)             | 7-6      | Inglaterra Tony O'Shea (98.19)             | Bridlington Spa Royal Hall           |
| 2005 | Países Bajos Raymond van Barneveld (94.71) | 7-3      | Suecia Goran Klemme (87.45)                | Bridlington Spa Royal Hall           |
| 2006 | Países Bajos Michael van Gerwen (94.50)    | 7-5      | Inglaterra Martin Adams (93.69)            | Leisure World, Bridlington           |
| 2007 | Escocia Robert Thornton (94.26)            | 7-5      | Inglaterra Darryl Fitton (95.28)           | Leisure World, Bridlington           |

### Categoría Femenina
1982	Ann Marie Davies  Gales

1983	Sonja Ralphs  Inglaterra

1984	Kathy Wones  Inglaterra

1985	Lilian Barnett  Nueva Zelanda

1986	Kathy Wones  Inglaterra

1987	Ann Thomas  Gales

1988	Mandy Solomons  Inglaterra

1989	Mandy Solomons  Inglaterra

1990	Rhian Speed  Gales

1991	Sandy Reitan  Estados Unidos

1992	Leeanne Maddock  Gales

1993	Mandy Solomons  Inglaterra

1994	Deta Hedman  Inglaterra

1995	Sharon Colclough  Inglaterra

1996	Sharon Douglas  Escocia

1997	Mandy Solomons  Inglaterra

1998	Karen Smith  Inglaterra 

1999	Francis Hoenselaar  Países Bajos

2000	Trina Gulliver  Inglaterra

2001	Anne Kirk  Escocia

2002	Trina Gulliver  Inglaterra

2003	Trina Gulliver  Inglaterra

2004	Trina Gulliver  Inglaterra

2005	Trina Gulliver  Inglaterra

2006	Francis Hoenselaar  Países Bajos

2007 Karin Krappen  Países Bajos

### Junior Masculino
1986	Harith Lim  Singapur

1987	Sean Bell  Inglaterra

1988	Sean Dowling  Inglaterra

1989	Dennis Beisser  Inglaterra

1990	Craig Clancy  Inglaterra

1991	Michael Barnard  Inglaterra

1992	Leeanne Maddock  Gales 

1993	Jamie Caven  Inglaterra

1994	Steven de Brucker  Bélgica
 
1995	Martin Whatmough  Inglaterra

1996	Carsten Hoffmann  Alemania
 
1997	Aaron Turner  Inglaterra

1998	Paul Higgins  Gales
 
1999	Martin Brown  Inglaterra
 
2000	Danny Ballard  Inglaterra
 
2001	Stephen Bunting  Inglaterra
 
2002	Sean McDonald  Escocia
 
2003	Kirk Shepherd  Inglaterra

2004	Oskar Lukasiak  Suecia
 
2005	Jonny Nijs  Países Bajos

2006 Maarten Pape  Países Bajos

2007 Shaun Griffiths  Inglaterra

### Junior Femenino
1999	Janine Gough  Gales
 
2000	Janine Gough  Gales

2001	Anastasia Dobromislova  Rusia

2002	Lynsey McDonald  Escocia
 
2003	Stevis Riggs  Inglaterra

2004	Irene Adrianova  Rusia
 
2005	Laura Tye  Inglaterra

2006 Kimberley Lewis  Gales

2007 Kimberley Lewis  Gales